# Мэнцзян
Мэнцзя́н (кит. 蒙疆), иногда Меньцзянь, Менджанг, Менчианг или Меньчанг — марионеточное государство (формально — республика), образованное японской военной администрацией на территории центральной части Внутренней Монголии (провинции Чахар, Жэхэ и Суйюань), которая была оккупирована Японией в ходе войны с Китаем (1937—1945). Столица Мэнцзяна располагалась в Калгане.

## Описание
Во главе государства, занимавшего в период своей наибольшей экспансии 506 800 км², в качестве президента был поставлен князь Дэ Ван Дэмчигдонров, чингизид, крупный землевладелец. Население составляло около 5,5 млн человек, примерно 80% из которых, несмотря на название государства, были этническими ханьцами. Мэнцзян существовал в период с 1936 года по 1945 год и фактически контролировался Японией, следуя в русле её политики.
Мэнцзян был ликвидирован в ходе советско-японской войны с разгромом Квантунской армии и освобождением соответствующей территории советской армией и войсками МНР. В 1949 территория Мэнцзяна вошла в состав Китайской Народной Республики в качестве автономного района.

## Название
«Мэнцзян» буквально означает «монгольские пограничные земли», «монгольское пограничье». В европейских языках существует несколько вариантов передачи оригинального названия государства. Это обусловлено разницей в транслитерациях имён при переводе различных оригинальных источников, их языковых (японских, китайских, монгольских) и диалектных различиях. Наиболее употребимыми являются: Mengjiang, Mengkiang, Meng t’ien, Mongkyo, Meng Chiang, Meng Kiang и проч. Иногда употребляются варианты Mengkukuo или Mengguguo (кит. 蒙古國) по аналогии с Маньчжоу-Го (Mǎnzhōuguó).

## Основание автономии

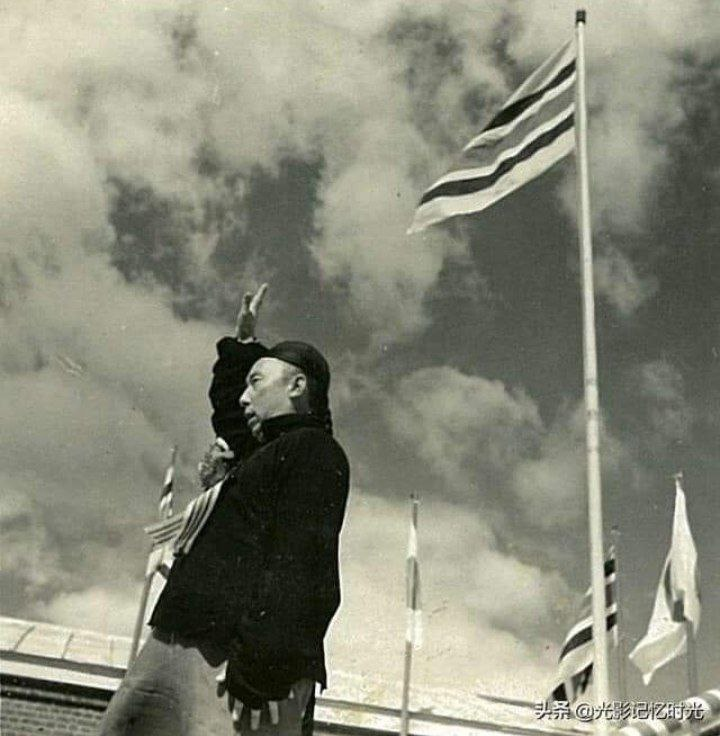
Дэмчигдонров на церемонии провозглашения Мэнцзяна как республики

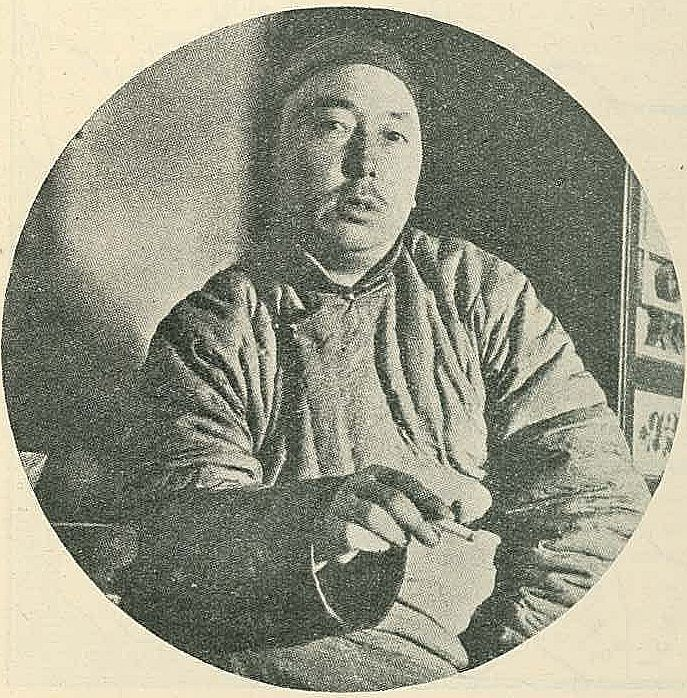
Князь Дэ Ван Дэмчигдонров

Контролируя с 1934 года часть Внутренней Монголии, в 1935—1936 годах японцы спровоцировали по всей её территории сепаратистские выступления местных традиционных политических лидеров («феодалов»), чему способствовал тот факт, что в апреле 1934 года ослабевший Китай, оккупировавший Внутреннюю Монголию, предоставил ей статус автономии.
Ориентировавшийся в своих предпочтениях на Японию монгольский князь Дэ Ван занял пост председателя автономного Хэбэй-Чахарского Политического совета и начал формирование монгольской армии. 22 декабря 1935 года (по другим данным 27 мая 1936 года) он провозгласил независимость Внутренней Монголии, а уже к 12 мая 1936 года в Цзябусу им при помощи японцев была сформирована администрация — Монгольское военное правительство.
28 июня 1936 года ею был, в частности, принят первый государственный флаг Мэнцзяна. После взятия ставки Дэ Вана в Байлинмяо китайскими войсками генерала Фу Цзои местом пребывания правительства независимой Внутренней Монголии был определён Чжанбэй (англ. Chang Pei), резиденция князя Дэ Вана недалеко от Чжанцзякоу (Калгана). Фактически под его непрерывным управлением находилась лишь территория, прилегающая к столице и Хух-Хото, остальные районы периодически оказывались вне нормального контроля из-за изменения линий фронтов с гоминьдановцами, коммунистами и конкурировавшими сепаратистскими группировками.
22 ноября следующего 1937 года Дэ Ван, находясь во главе «100 влиятельных людей», провозгласил «полную независимость от Китая» — и военная власть была преобразована в формально гражданское Автономное правительство Объединённых монгольских аймаков. 8 декабря 1937 года Дэ Ван как председатель федерации, глава правительства и главнокомандующий монгольской армии подписал соглашение о сотрудничестве и взаимопомощи с соседней Маньчжоу-Го. Аналогичные органы власти создавались японцами по этой модели на уровне провинций и даже частей провинций почти во всех оккупировавшихся ими землях Китая.
28 октября 1937 года Автономное правительство Объединённых монгольских аймаков было слито с такими же по статусу администрациями провинций Южного Чахара и Северной Шаньси. В результате была образована коалиция «Объединённый комитет Мэнцзяна», а позже, 1 сентября 1939 года, — Объединённое автономное правительство Мэнцзяна (кит. 蒙疆聯合自治政府) со всеми внешними государственными атрибутами, включая единую валюту, банковскую систему и госсимволику.
После формирования в Нанкине коллаборационистского китайского гоминьдановского правительства Ван Цзинвэя ему номинально подчинили и Мэнцзян. В реальности, однако, последний оставался под японским контролем и тяготел скорее к Маньчжоу-го.

## Символика
Согласно правительственному манифесту и соответствующим статьям Договора об объединении (то есть конституции), четыре цвета государственного флага указывали на составлявших 80 % населения управляемой территории ханьцев (жёлтый), далее — монголов (синий), мусульман (белый) и японцев (красный). Как объединяющее начало, красная полоса — цвет японцев — должна была располагаться в разных вариантах флагов в начале (у флагштока), сверху или в центре полотнища.

Флаги Мэнцзяна
1936—1937
1937—1939
1939—1945

## Экономика

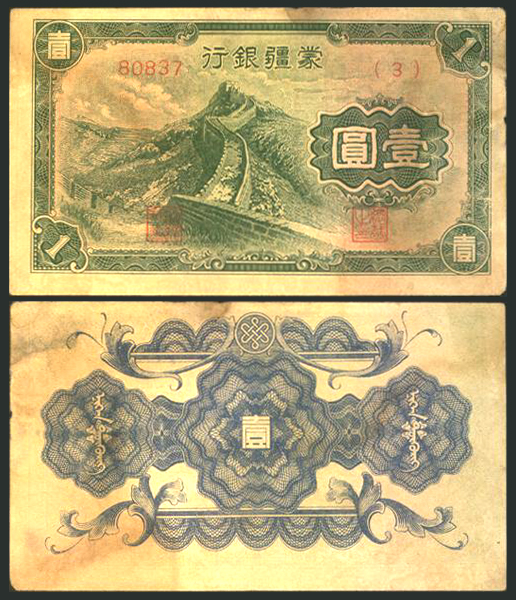
Банкнота Банка Мэнцзяна, 1 юань, Великая Китайская стена (1940)

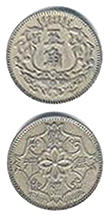
5 цзяо, год 27 (1938). Единственная выпущенная Банком Мэнцзяна монета.

Японская империя проявляла большой интерес к минеральным ресурсам Внутренней Монголии. В Мэнцзяне была организована разработка и вывоз сырья железных рудников в Сюаньхуа-Лунъянь (англ. Hsuanhua-Lungyen), запасы руды в которых в 1941 году оценивались в 91’645 тыс.тонн. Представлялись значительными и запасы угля территории Мэнцзяна, особенно в провинции Суйюань, — и уже с 1934 года был организован его вывоз в Японию, а также планировались существенные инвестиции в отрасль.
Японцы учредили Банк Мэнцзяна, с 1938 года выпускавший в обращение собственную валюту — юань. Известны выпуски бумажных купюр различного дизайна 1938, 1940, 1944 и 1945 годов, номинированные в фэнях (分), цзяо (角) и юанях (圓) без указания года. В 1938 году единственный раз в своей истории Банк Мэнцзяна также отчеканил монету — 5 цзяо.
Почта Мэнцзяна за всё время своего существования (с июля 1941 года) эмитировала 118 почтовых марок — в основном, надпечатывая общекитайские выпуски 1932—1937 годов с портретом Сунь Ятсена. Первые собственные марки выпущены в апреле 1943 года. До ликвидации Мэнцзяна его почте удалось эмитировать семь выпусков марок оригинальных рисунков. Также на одной из почтовых марок был изображён Ёндонванчуг, председатель Автономного правительства Объединённых монгольских аймаков, предшественника Мэнцзяна. 

Почтовые марки Мэнцзяна
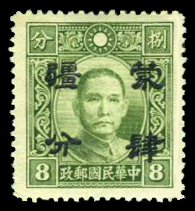
Почтовая марка Китая, надпечатанная Мэнцзяном, 4 фэня (1942)
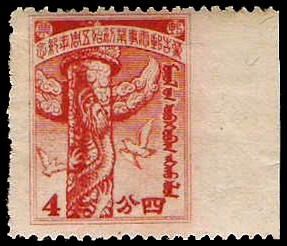
Первая оригинальная почтовая марка Мэнцзяна. 5-летие почты и телеграфа (1943)
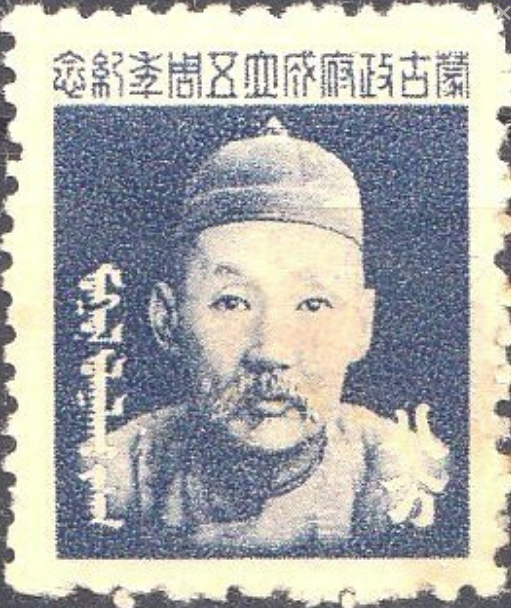
Ёндонванчуг на почтовой марке Мэнцзяна (1943)

## Вооружённые силы
Национальная армия Мэнцзяна (НАМ) была организована в 1936 году как особое подразделение Квантунской армии Японии прямого подчинения. Её командный состав, состоявший, в основном, из уроженцев Внутренней Монголии, находился под руководством японских офицеров. Такая структура была обычной для вспомогательных внешних частей вооружённых сил империи. В задачи НАМ входила поддержка операций Императорской японской армии, её оккупационных сил в регионах Северного Китая (в частности, против МНР) и функции по защите власти автономии и поддержанию общественной безопасности совместно с локальными полицейскими подразделениями.
НАМ представляла собой конницу и лёгкие пехотные части. На вооружении состояли винтовки, пистолеты «маузер», ручные и станковые пулеметы, миномёты и некоторое количество артиллерии, в частности, зенитных орудий (совокупно, включая миномёты, 70 единиц плюс захваченное в боях). Собственными танками и авиацией НАМ не обладала, но было несколько трофейных танков и бронеавтомобилей, переданных японцами.
Административно НАМ подразделялась на восемь (с 1943 года — девять) кавалерийских дивизий по 1500 человек, в каждой из которых было по три полка номинально по пятьсот сабель и подразделение пулемётчиков в 120 человек. Фактически численность личного состава дивизий колебалась от 1 до 2 тысяч. В 1939 году этнически китайские бригады вошли в состав 1-й, 2-й и 3-й дивизий так называемых «монгольских миротворческих сил» и использовались для подавления повстанческого движения. К 1943 году численность НАМ достигала 10 тысяч человек.
Кроме собственно армии было организовано пять «подразделений защиты» (аналог внутренних войск) из местной милиции и частей по поддержанию порядка. В 1944 году японцы добавили к ним войско аймака Чахар (Chahar, 察哈尔) и реорганизовали в четыре дивизии по 2 тыс. человек. Кроме того охрана князя Дэ Вана состояла из 1 тыс. телохранителей особого подразделения.
К концу существования Мэнцзяна автономия располагала шестью дивизиями (двумя кавалерийскими и четырьмя пехотными), а также несколькими самостоятельными бригадами ряда монгольских племён. В 1945 году войска Советского Союза и МНР уничтожили и разоружили три дивизии Мэнцзяна. Оставшиеся войска перешли на сторону китайских коммунистов.

## Наградная система
Наградная система была основана по японскому образцу. Массовые награды производились в Японской империи, на монетном дворе в Осаке.

## Закат и гибель Мэнцзяна

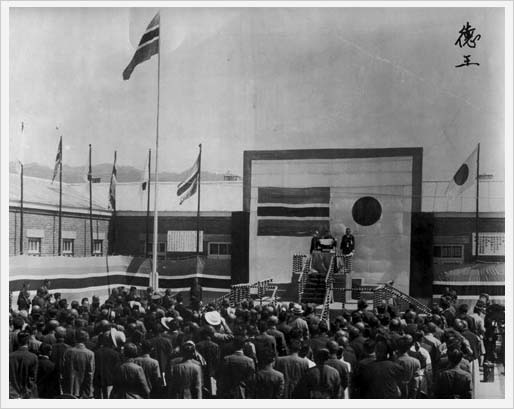
Церемония провозглашения Мэнцзяна как республики

Дэ Ван Дэмчигдонров изначально высказывал неприятие идей панкитаизма и всячески склонял хозяев к промонгольскому вектору, в том числе и в названии своей автономии. 4 августа 1941 года японцы позволили ему такую вольность. Мэнцзян в очередной раз был реорганизован: государство получило название Монгольская автономная федерация (кит. 蒙古自治邦), однако для великих держав оно по-прежнему оставалось «внутренней автономией» Китая. Мэнцзян никогда не имел формальной степени свободы, равной по статусу Маньчжоу-го или нанкинскому китайскому правительству.
В таком полусамостоятельном статусе Мэнцзян просуществовал ещё четыре года до своей ликвидации советскими и монгольскими (МНР) вооружёнными силами на последних неделях Второй мировой войны в ходе операции «Августовская буря» (August Storm). Вместе с другими руководителями из числа монгольской знати — Токутамой и принцем Чи — Дэ Ван Дэмчигдонров сражался на стороне японской армии, командуя монгольскими отрядами армии своей автономии.

## Гражданская война

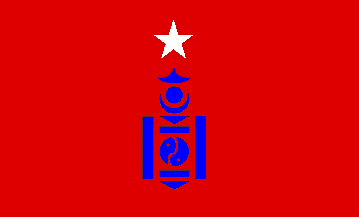
Флаг НР Внутренней Монголии (1945)

10 октября 1945 года на освобождённой от японцев и их союзников территории была образована Народная республика Внутренней Монголии. С уходом советских войск народная республика потеряла контроль над большей частью своей территории. Параллельно ей на западе региона была сформирована Великомонгольская республика. Властям обеих республик удалось прийти к объединению своих государств, и 1 мая 1947 года на большей части Мэнцзяна — в провинциях Суйюань, Жэхэ и Чахар — было провозглашено создание автономного правительства Внутренней Монголии (кит. 内蒙古自治政府) под руководством коммунистов.
Однако в 1945—1949 годах именно на землях ликвидированных Мэнцзяна и Маньчжоу-го развернулись основные и наиболее кровопролитные сражения третьего этапа гражданской войны в Китае между войсками Гоминьдана во главе с Чан Кайши и КПК во главе с Мао Цзэдуном. Независимая республика Внутренней Монголии после поражения и сдачи в плен националистам главнокомандующего её армией Иркима Батора (англ. Irkim Bator) пала в 1948 году.
В августе 1949 года освобождённый из тюрьмы князь Дэ Ван организовал на юго-западе региона, в Нинся, Монгольскую Алашанскую республику (см. Alxa League) — но и она была расформирована после перехода её главы на сторону КПК.

## Послевоенный период
В результате гражданской войны сторонники Чан Кайши были вытеснены из континентального Китая и 1 октября 1949 года в Пекине была провозглашена Китайская Народная Республика. В 1949 году был образован Автономный район Внутренняя Монголия. Позднее в состав автономного района были включены и западные части провинций Гирин и Хэйлунцзян, а также северная часть Нинся-Хуэйского автономного района страны. Примечательно, что экс-столица Мэнцзяна Калган при этом оказалась в 1950-х годах выделена из состава автономии.
В декабре 1949 года князь Дэ Ван эмигрировал в МНР и поначалу был встречен там неплохо, однако уже в феврале 1950 года был арестован и в сентябре передан в руки властей КНР как подрывной элемент. В последующие годы, находясь под наблюдением органов внутренних дел республики, Дэмчигдонров работал в музее истории Внутренней Монголии и написал мемуары. Он умер через 13 лет после описанных событий в 64-летнем возрасте в Хух-Хото.